# Budakalász, Lenfonó megállóhely
Budakalász, Lenfonó megállóhely (korábban Budakalász felső) egy budakalászi HÉV-megálló, melyet a MÁV-HÉV Helyiérdekű Vasút Zrt. (MÁV-HÉV) üzemeltet. A város központjának közelében helyezkedik el, közvetlenül az 1108-as és 1111-es utak közös szakaszának vasúti keresztezése mellett.

## Forgalom
| Járat | Útvonal | Gyakoriság      |
| ----- | --- | --------------- |
|       | Batthyány tér – Margit híd, budai hídfő – Szépvölgyi út – Tímár utca – Szentlélek tér – Filatorigát – Kaszásdűlő – Aquincum – Rómaifürdő – Csillaghegy – Békásmegyer – Budakalász – Budakalász, Lenfonó – Szentistvántelep – Pomáz – Pannóniatelep – Szentendre | 7-30 percenként |

## Megközelítés budapesti tömegközlekedéssel
- Éjszakai busz:  943